# Abraham Shlonsky
Abraham Shlonsky (Karyokov (Ukraine), 6 mars 1900 – Tel Aviv, 18 mai 1973), Hébreu : אברהם שלונסקי, Russe : Аврам Шлёнский (Parfois orthographié Chlonsky), est un poète et éditeur israélien.  

## Biographie
Sa famille était d'origine juive hassidique et vivait à Karyokov dans le Poltava en Ukraine. Abraham partit à l'âge de 13 ans en Palestine, qui était sous domination ottomane, pour étudier. Il fut contraint de rentrer en Russie par le déclenchement de la Première Guerre mondiale. C'est là qu'il commença à fréquenter le milieu sioniste. Il publia son premier poème en 1919 dans le journal Hashiloah.
Shlonsky retourne en Palestine en 1921 et travaille à la fabrication du kibboutz Ein-Harod. C'est à ce moment-là que s'affirme sa vocation poétique, avec une tendance humoristique et satirique. Il commença également à militer activement au sein du Mapam, parti sioniste et marxiste. Il s'opposa à la poésie jugée trop traditionnelle et défendait une poésie moderne et jeune, à l'inverse notamment d'Haïm Nahman Bialik et de sa génération.
Abraham Shlonsky participa également à la renaissance de la langue hébraïque en traduisant des dizaines d'ouvrages de littérature classiques et modernes, des œuvres de Pouchkine à celles de Shakespeare, en passant par Nicolas Gogol, Mikhaïl Cholokhov ou encore Isaac Babel.
Malgré sa réputation de comique, Shlonsky n'est pas resté insensible aux situations tragiques de son époque. Dans le poème "Détresse", il déplore le sort des victimes de la Première Guerre mondiale et des Juifs qui ont souffert de pogroms en Ukraine au cours de la révolution bolchevique.
En 1967, Shlonsky reçut le Prix Israël de la littérature.
Abraham Shlonsky est mort à Tel Aviv en 1973.

## Sources
- Encyclopaedia Universalis

- (en) Cet article est partiellement ou en totalité issu de l’article de Wikipédia en anglais intitulé « Avraham Shlonsky » (voir la liste des auteurs).